# Most obrotowy w Wolinie
Most obrotowy w Wolinie – obrotowy most drogowy nad cieśniną Dziwną w Wolinie. Łączy wyspę Wolin z wyspą Wolińska Kępa. Jest to jeden z pięciu istniejących mostów obrotowych w Polsce.
Most obrotowy znajduje się we wschodniej części miasta Wolin. Obracany jest silnikami elektrycznymi znajdującymi się na filarze środkowym. Podczas otwierania szlaku wodnego następuje opuszczenie części przęseł środkowych i ich obrót o 90 stopni w poprzek mostu. Otwarcie mostu dla żeglugi w cieśninie powoduje zamknięcie ruchu drogowego dwukrotnie w ciągu dnia.

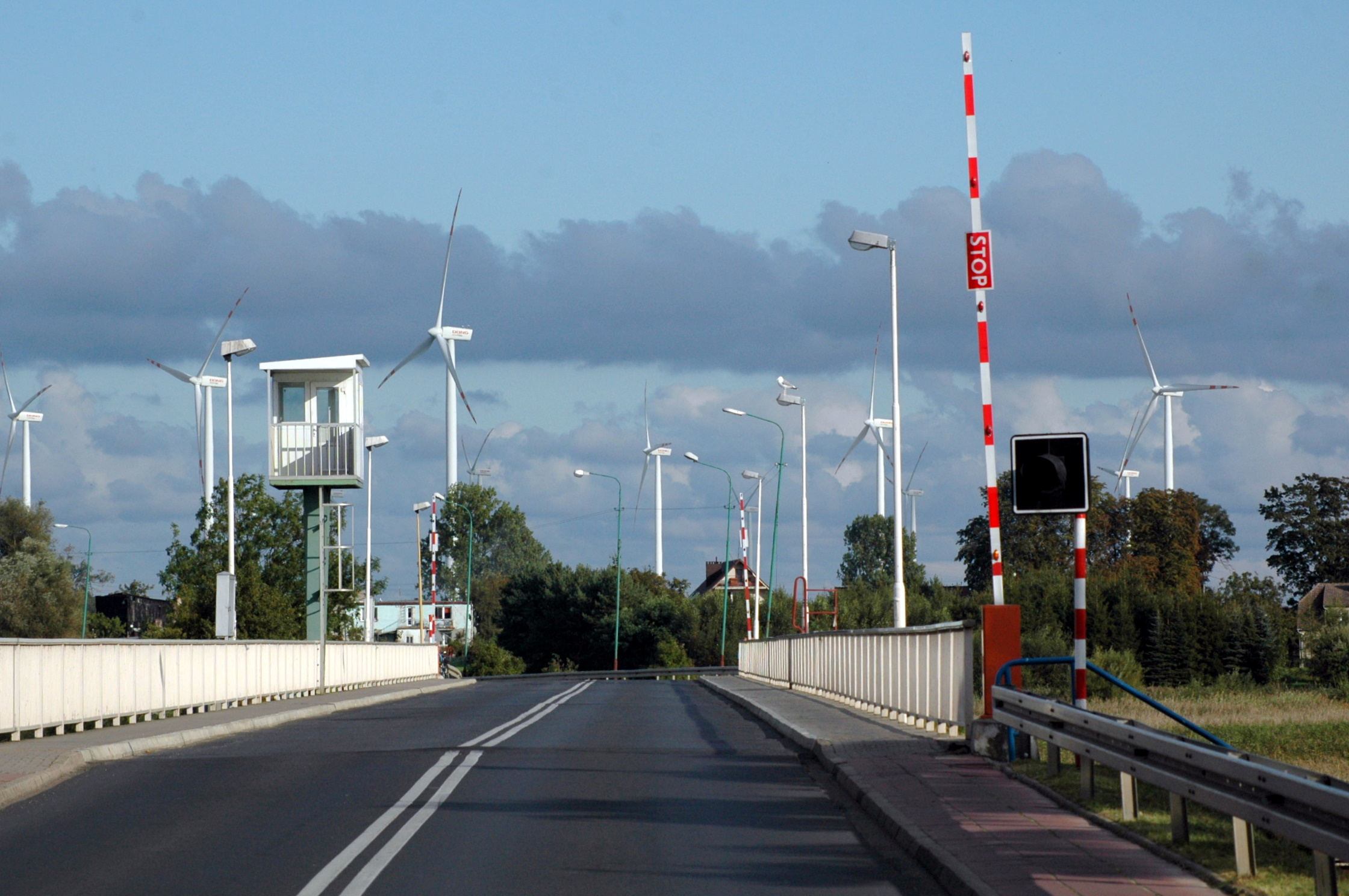

Obok znajduje się również drogowy most łukowy wybudowany w ciągu budowanej drogi ekspresowej S3.